# جشنواره بین‌المللی فیلم کویین پالم
جشنواره بین‌المللی فیلم کویین پالم یا QPIFF یکی از جشنواره‌های فیلم است که سالانه چهاربار در پام اسپرینگز، کالیفرنیا برگزار می‌شود و به فیلم‌هایی از کشورهای گوناگون در حوزه‌ها و ژانرهای مختلف جوایزی اهدا می‌کند.